# Teatro Antonín Dvořák
Il Teatro Antonín Dvořák (in ceco: Divadlo Antonína Dvořáka), è un teatro d'opera di Ostrava, nella Repubblica Ceca, aperto nel 1907. Dal 1919 è una delle due sedi permanenti del Teatro Nazionale della Moravia Slesiana.

## Storia
L'edificio neobarocco del teatro è stato progettato dall'architetto Alexander Graf. È stato costruito dalla società di Ostrava Noe & Storch. Il Teatro Antonín Dvořák è stato il primo edificio in quella che oggi è la Repubblica Ceca ad utilizzare travi in cemento armato.
L'interno è stato progettato dagli scultori della società Johann Bock & Son. Le sculture che decorano la facciata sono state realizzate da Eduard Smetana e Leopold Kosiga. Dramma e Musica, due rilievi nel foyer principale del teatro, sono stati donati dalla scultrice accademica Helena Scholzová (Helen Zelezny-Scholz).
Il Teatro Antonín Dvořák fu inaugurato il 28 settembre 1907 come teatro tedesco. Fino al 1919 gli spettacoli erano esclusivamente in tedesco. Dopo la prima guerra mondiale, il teatro passò alle mani dello stato cecoslovacco e divenne un palcoscenico del Teatro Nazionale Moravo Slesiano. Dal 1949 il teatro è stato ribattezzato Teatro Zdeněk Nejedlý e nel 1990 Teatro Antonín Dvořák.